# 黑部峽谷鐵道本線
本線（日语：／ Hon sen */?）是黑部峽谷鐵道擁有的鐵路線。路線連接富山縣黑部市的宇奈月站至欅平站。

## 路線數據
- 路線距離（營業距離）：20.1公里
- 軌距：762毫米
- 車站數目：10個（包括起終點站）
- 雙線區間：沒有（全程單線）
- 電氣化區間：全線（直流600V）
- 閉塞方式：自動閉塞式
- 最高速度：每小時25公里[1]
- 保安裝置：ATS

## 概要
此鐵路線現時是為了向一般旅客而設的小火車觀光鐵道。原本鐵路線是一條為了電力發展的專用鐵道。即使現時沿線也有運送物資前往水壩、發電站的列車，也有關西電力相關員工專用的列車。相較於關西電力黑部專用鐵道 (上部軌道)，本線又被稱為「下部軌道」。
所有列車都是由機車牽引客車，客車現時分為開放式普通客車和密閉式逍遙客車兩款，後者需要額外費用。大多數時候開行普通和逍遙客車合併編組，年末會開行全逍遙客車編組。宇奈月站約8~15時發車，上游終點站約9:30~16:30發車，每小時開出1~2對列車。根據季節不同、開行的時間表和終點站也略有不同，一般至5月才會全線開通。
黑部峽谷在冬天會有許多積雪，由於有雪崩的危險，因此冬季（12月至翌年4月中旬）暫停服務；位於鐘釣站上游的Udo谷橋（日语：ウド谷橋）在此期間會被連鐵軌、枕木一同撤走、遷移至緊鄰的隧道內保管，應對方式乃全線獨有。除了隧道區間外，差不多全線的路線上設有混凝土庇護所；設置這些設施是為了冬天暫停服務時期，可讓關西電力職員步行前往水壩與發電站。這些沿線設置的步行路線被稱為「冬期步道」，在冬期步道中負責物資運送的建設公司職員被稱作「遞送先生」。
沿線途中森石站至黑薙站之間南邊設有中部山岳國立公園特別地區，欅平站位於特別保護地區內。
2008年10月10日起，除了關西電力職員專用列車外，所有列車的對象都是旅客，遊客可於網上預約車票（在乘車日前3個月前至2日前均可預訂）。在2009年5月起，由當地富山縣出身的女演員室井滋負責車內廣播。
一般遊客不可乘坐關西電力職員專用列車，但是繁忙時期會增加車廂數目供一般遊客乘坐（被視為臨時班次）。

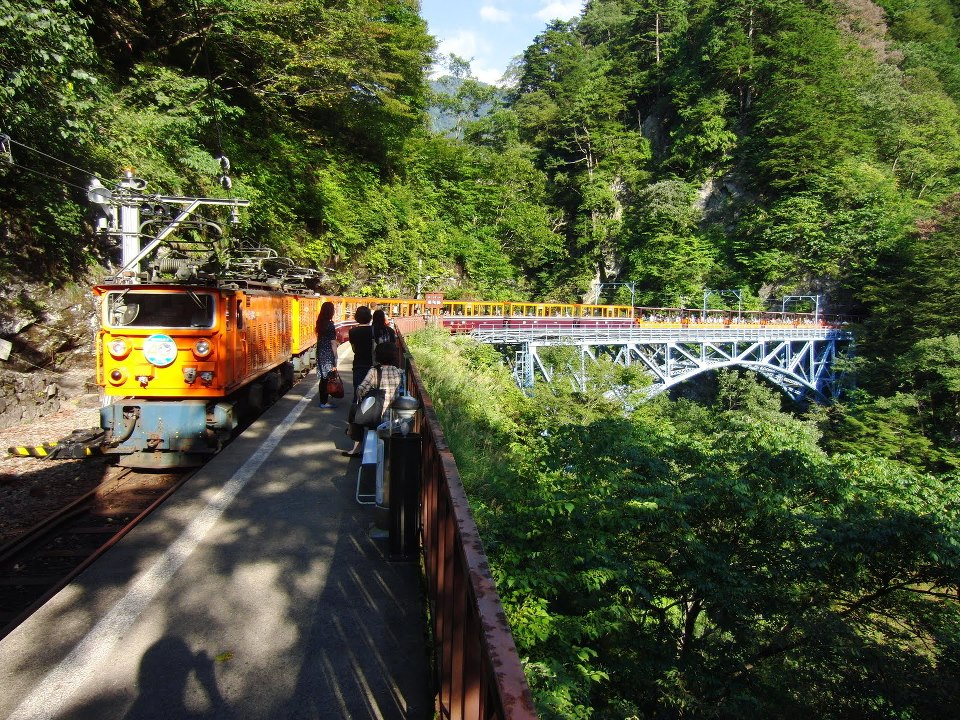
小火車進入黑薙站

## 歷史

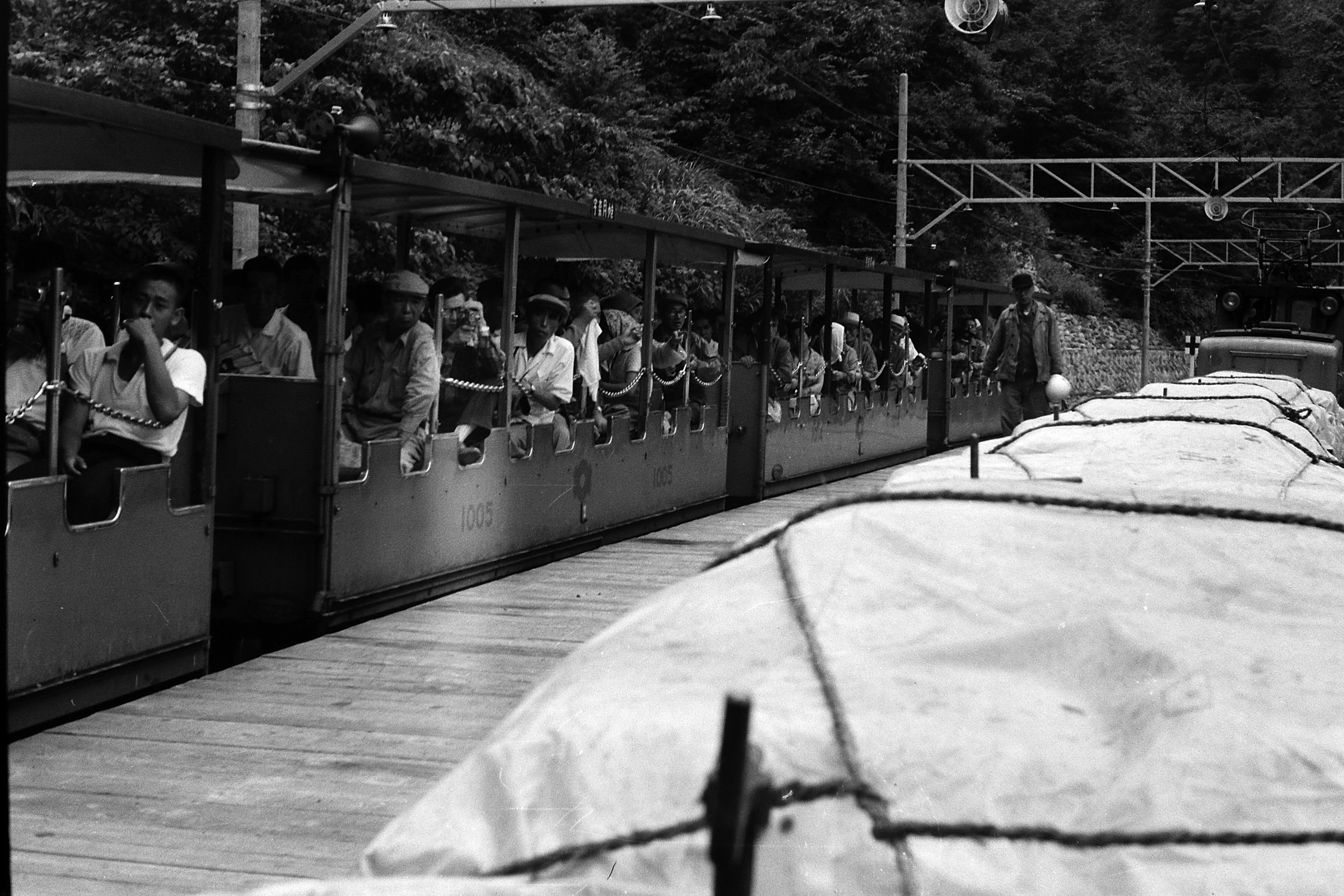
欅平站等待出發的小火車 1960年7月16日

在1926年（昭和2年），日本電力（日電）為了在黑部川電力發展，開設了鐵路線連接宇奈月站至貓又站之間。在1937年（昭和12年），現時的終點站欅平站開通。當初為專用鐵道，負責運送建設用的建材和運送職員。由於登山客與一般觀光客也希望乘坐鐵路線，因此可以以搭便車的方式乘車。當時向乘客發行「便乘券」（車票），當中車票上寫上「乘車時不保證人命」。該鐵路後來在1941年（昭和16年）10月由日本发送电繼承，在1951年（昭和26年）5月再由關西電力繼承。
由於客量增加和當地強烈要求下。在1953年（昭和28年）成為地方鐵道法下的鐵路線（取得許可）。同年11月16日正式成為鐵路線。
在1965年（昭和40年）8月8日，小屋平站至四平站之間發生落石。30至50厘米的石頭擊中前往宇奈月站的列車，造成1人死亡，4人受傷。
在1971年（昭和46年）7月1日，關西電力分拆公司，鐵路線由黑部峽谷鐵道繼承。
在1981年（昭和56年）12月，由於建設宇奈月水壩，因此部分路線區間將會被水淹浸，為此便建設了新線。在1988年（昭和63年）4月29日，宇奈月至柳橋之間約1.8公里的區間改經新山彥橋。
在1995年（平成7年）發生7.11水災，對鐵路造成重大破壞。在翌年1996年（平成8年）7月20日全線修復完成。
2024年（令和6年）的能登半島地震導致貓又站與鐘釣站間的鐵軌和橋梁遭破壞無法通行，目前列車僅能到達貓又站後折返。而黑部峽谷鐵道本線預計2026年秋季才能恢復全線運行。

## 車站列表
- 所有車站都位於富山縣黑部市。

| 中文站名 | 日文站名 | 英文站名    | 站間距離 | 營業距離 | 旅客列車 | 接緒路線、備註                               |
| -------- | -------- | ----------- | -------- | -------- | -------- | -------------------------------------------- |
| 宇奈月   | 宇奈月   | Unazuki     | -        | 0.0      | ●        | 富山地方鐵道：本線（宇奈月溫泉站）           |
| 柳橋     | 柳橋     | Yanagibashi | 2.1      | 2.1      | ｜       | 一般乘客不可上下車                           |
| 佛石     | 仏石     |             |          |          |          | 廢站                                         |
| 森石     | 森石     | Moriishi    | 3.0      | 5.1      | ｜       | 一般乘客不可上下車                           |
| 黑薙     | 黒薙     | Kuronagi    | 1.4      | 6.5      | ▲        | 關西電力黑部專用鐵道黒薙支線                 |
| 笹平     | 笹平     | Sasadaira   | 0.5      | 7.0      | ｜       | 一般乘客不可离开车站                         |
| 出平     | 出平     | Dashidaira  | 2.1      | 9.1      | ｜       | 一般乘客不可上下車                           |
| 貓又     | 猫又     | Nekomata    | 2.7      | 11.8     | ●        | 2024年起为临时终点站，10月后旅客可以下车观景 |
| 鐘釣     | 鐘釣     | Kanetsuri   | 2.5      | 14.3     |          | 2024年起暂停旅客服务                         |
| 四平     | 四平     |             |          |          |          | 1968年廢站                                   |
| 小屋平   | 小屋平   | Koyadaira   | 3.2      | 17.5     |          | 一般乘客不可上下車                           |
| 欅平     | 欅平     | Keyakidaira | 2.6      | 20.1     |          | 關西電力黑部專用鐵道；2024年起暂停旅客服务   |

●：所有班次停靠、▲：部分班次通過、｜：通過或運輸停車

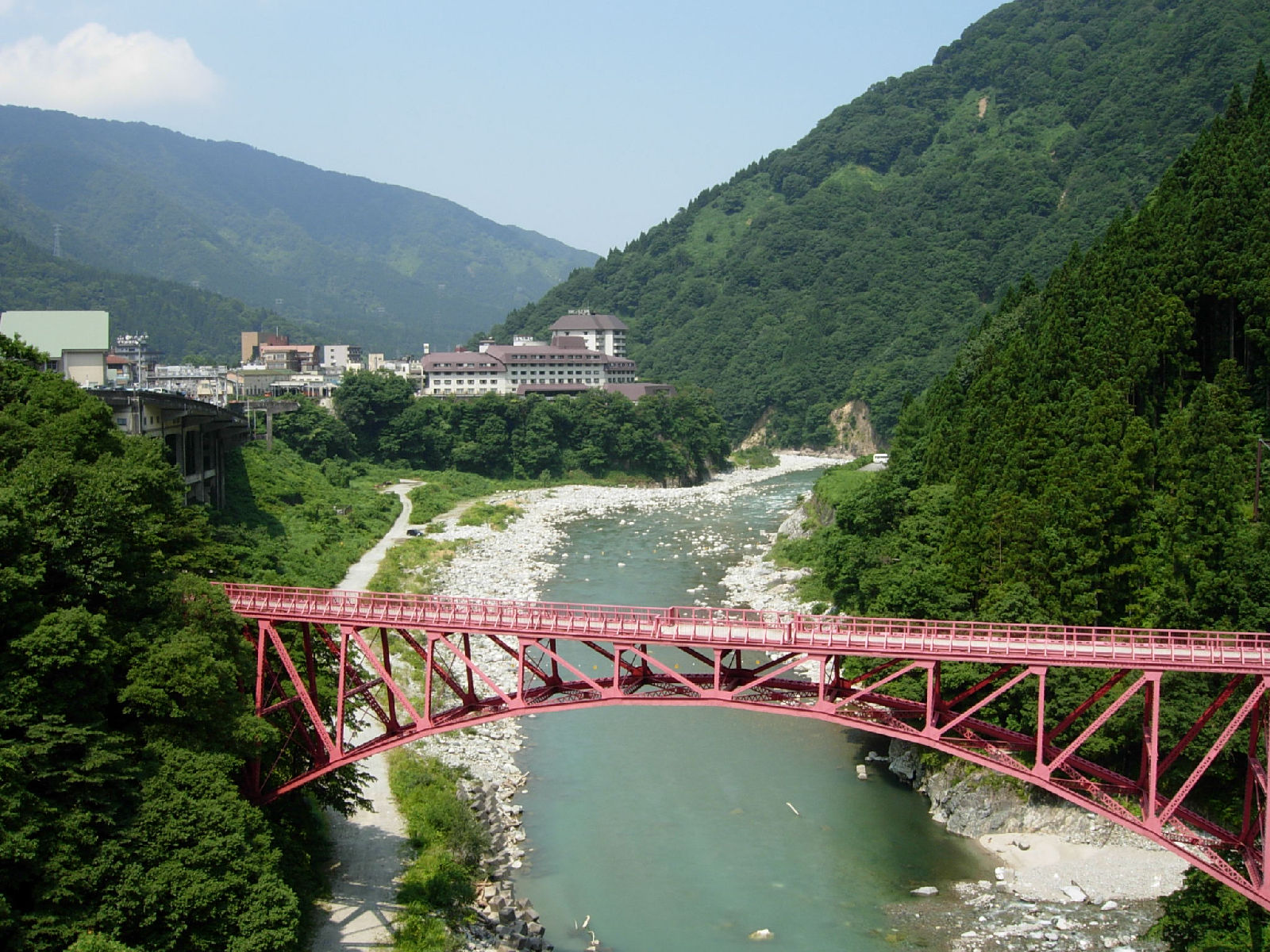
前方為山彥橋，後方為宇奈月溫泉街（從新山彥橋望向）

宇奈月站、黑薙站、鐘釣站和欅平站都是有人車站，一般乘客可以上下車；其他車站是無人車站，仅關西電力相關職員可以上下車。另外，笹平站月台上設有廁所，該處會進行列車交會，因此列車停車時間較長，乘客可下車，但是不可離開車站。而貓又站在成為臨時終點站後進行月台的擴建，並增設遊覽設施和流動廁所，乘客可以下車觀景。
在毎年4月下旬開始營業，列車會行走於宇奈月站 - 笹平站、出平站、貓又站或鐘釣站。在出平站或貓又站下車時，需要乘坐同一列車折返。
在欅平站可連接關西電力黑部專用鐵道，原則上該線只讓關西電力職員乘車。但是由關西電力主辨，富山縣贊助的「黑部路線見學會 （页面存档备份，存于）」活動中，被選中的參加者可乘車。

## 其他
- 由於沿線會有岩石懸垂芒地方，加上客車為開放式，因此乘車時可租借頭盔。
- 除了宇奈月溫泉，沿線還有黑薙溫泉（日语：黒薙温泉）、鐘釣溫泉（日语：鐘釣温泉）和名劍溫泉（日语：名剣温泉）其他溫泉區。
- 在離開宇奈月站後，列車會經過紅色鐵橋（山彥橋），該橋樑是為了建設宇奈月水壩（日语：宇奈月ダム）而改變走線（新山彥橋，1986年9月竣工，1988年4月開始使用[8]）。舊線當初計劃新山彥橋開始使用後撤走[23]，後來撤回計劃，同時改變為一條行人道，名為「詩之道散步道 山彥遊步道」[24][25]。除了該橋樑外，遊人可進入隧道「冬季歩道」區間（在鐵路不行走的冬季時期，讓行人步行的隧道）。
- 長久以來，除了宇奈月站和欅平站周邊地區外，沿線沒有手提電話訊號[26]，在2016年起，於鐘釣站周邊也可接收訊號[27]。

## 注腳
1. 1 2  寺田裕一《改訂新版 データブック日本の私鉄》 - Neko出版
2. ↑  . 黒部峡谷鉄道トロッコ電車. （原始内容存档于2021-10-17） （中文（臺灣））.
3. ↑  . 黒部峡谷鉄道トロッコ電車. （原始内容存档于2017-11-15） （日语）.
4. ↑  松本典久「温泉発秘境行きV字谷を走る　黒部峡谷鉄道」（《にっぽん週刊川紀行》3號（黑部川），學研，2004年5月11日、18日號），25頁。
5. ↑  . 朝日新聞. 2018-01-19  [2020-11-11]. （原始内容存档于2021-10-19） （日语）.
6. ↑  大橋脩人. . 中日新聞. 2025-2-12  [2025-02-24]. （原始内容存档于2025-02-24） （日语）.
7. ↑  「軌道電車へ落石 一人死に四人負傷」《日本經濟新聞》昭和40年8月9日.11面
8. 1 2  《宇奈月ダム工事誌 写真集》（2002年3月，國土交通省北陸地方整備局黑部工事事務所發行）9 - 10頁。
9. ↑  《北日本新聞》1988年4月30日付朝刊20面《黒部峡谷観光が幕開け 県外客ら新緑美満喫》。
10. ↑  《北日本新聞》1996年7月17日付朝刊27面《黒部峡谷鉄道 20日から全線開通 沿線旅館も営業再開》。
11. ↑  . NHK. 2024-08-28  [2025-02-24]. （原始内容存档于2024-09-18） （日语）.
12. ↑  . 朝日新聞社. 2024-05-27  [2025-05-05]. （原始内容存档于2025-05-05） （日语）.
13. ↑  . 読売新聞社. 2024-05-29  [2025-05-04]. （原始内容存档于2024-11-16） （日语）.
14. ↑  . NHK. 2024-08-28  [2025-02-24]. （原始内容存档于2024-09-18） （日语）.
15. ↑  . 北日本放送. 日本新闻网. 2024-12-12  [2025-02-24]. （原始内容存档于2024-12-13） （日语）.
16. ↑  . 東京新聞社. 2025-04-20  [2025-05-05]. （原始内容存档于2025-05-05） （日语）.
17. ↑  . 日テレNEWS NNN. 2025-05-01  [2025-05-04]. （原始内容存档于2025-05-02） （日语）.
18. ↑  . 黒部峡谷鉄道トロッコ電車. 2024-10-03  [2025-02-24]. （原始内容存档于2024-11-16） （日语）.
19. ↑  . NHK. 2024-10-04  [2025-05-05]. （原始内容存档于2025-05-05） （日语）.
20. ↑  . 読売新聞社. 2024-10-04  [2025-05-04]. （原始内容存档于2025-02-24） （日语）.
21. ↑  . 日テレNEWS NNN. 2024-10-04  [2025-05-05]. （原始内容存档于2025-05-05） （日语）.
22. ↑  . 中日新聞社. 2024-10-04  [2025-05-05]. （原始内容存档于2025-05-05） （日语）.
23. ↑  《北日本新聞》1986年9月21日付朝刊20面《朱塗りの大橋 新山彦橋完成》。
24. ↑  宇奈月まち歩き （页面存档备份，存于）（日語） - 宇奈月溫泉
25. ↑  《魚津・黒部・下新川写真帖》（2007年4月15日，鄉土出版社發行）p64「トロッコ電車が走る山彦橋」。
26. ↑  よくあるご質問 （页面存档备份，存于）（日語） - 黑部峽谷鐵道（2016年7月16日參閲）
27. ↑  携帯電話開通について！ （页面存档备份，存于）（日語） - 黑部峽谷鐵道（2016年7月16日參閲）

## 外部連結
- 黑部峽谷鐵道 官方網站 （页面存档备份，存于）（日語）